# 王家营站
王家营站是位于云南省呈贡县洛羊街道的一个铁路车站，有昆河铁路经过该站。车站建于1965年，1970年开通运营，1987年至1989年改扩建。现办理客运货运业务，客运列车有前往昆明北和石咀的通勤列车。车站及其上下行区间均未电气化。车站距离昆明北站23公里，隶属昆明铁路局开远车务段，是二等站。本站为米轨与准轨铁路换装站，设有于准轨南昆铁路的联络线、大型货场、米轨寸轨套轨线路两条及轨道衡。
车站换装场未来将被计划改造为大型养路机械存车场。

## 图集

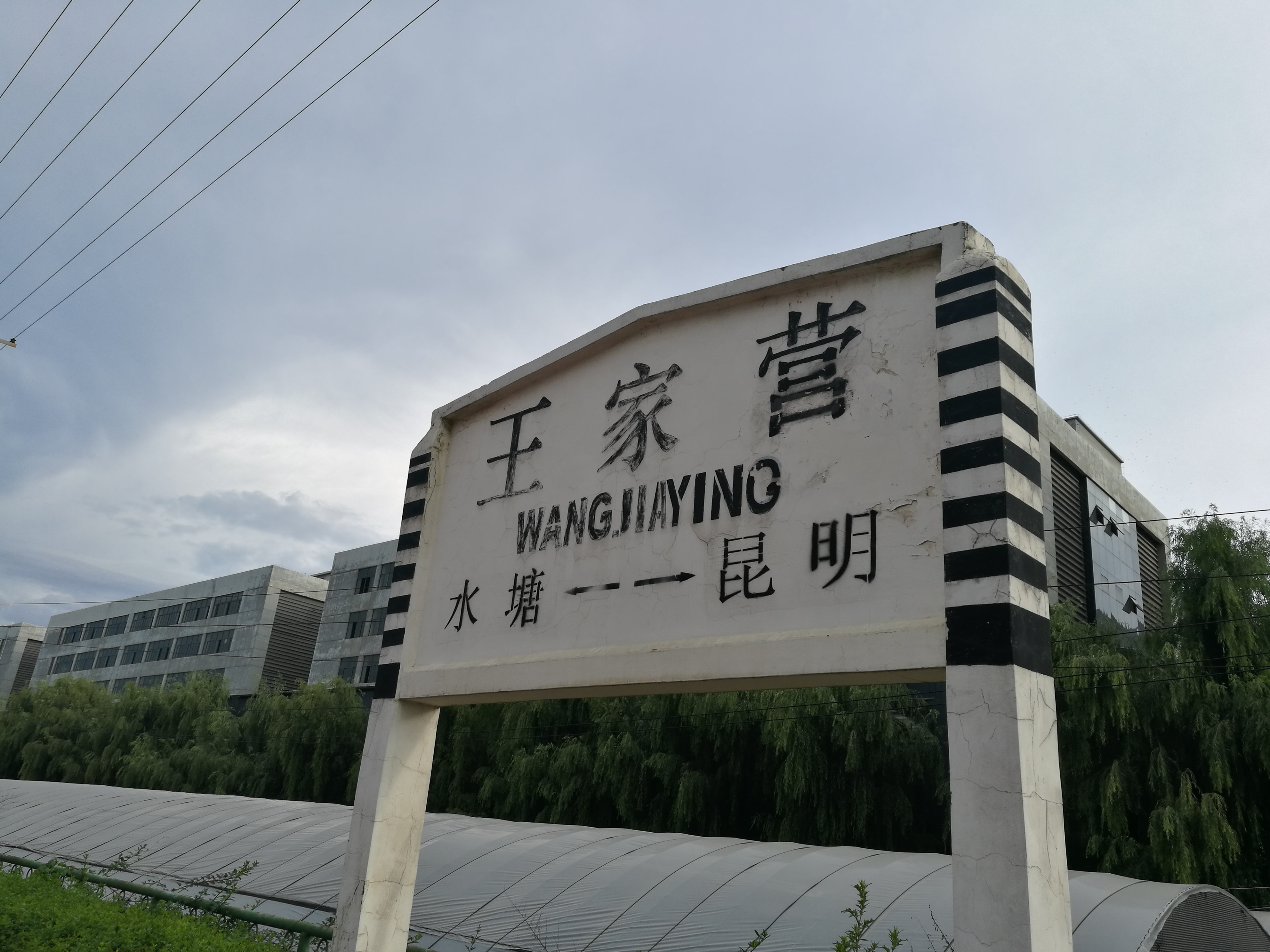
2017年，王家营火车站站牌
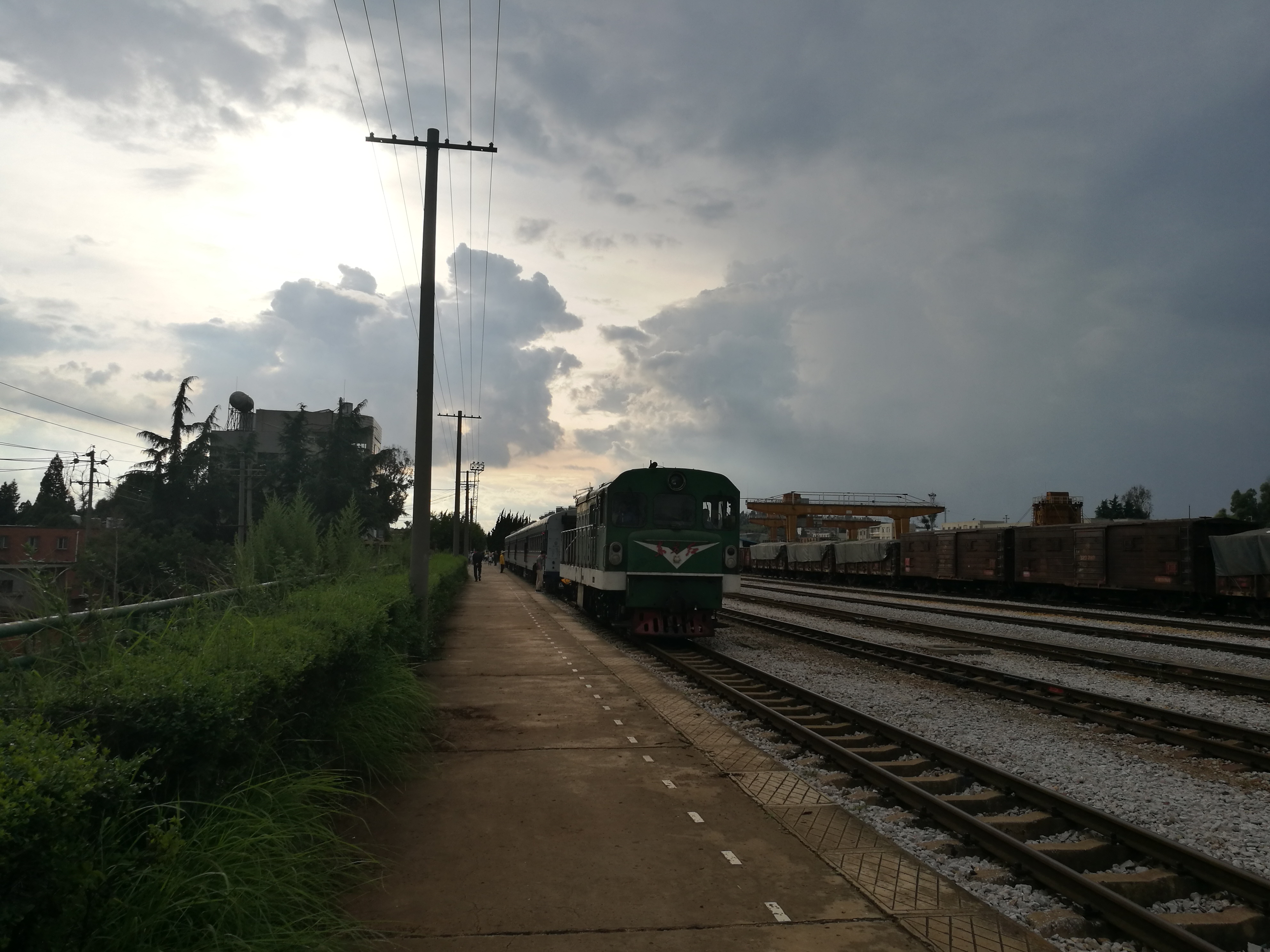
2017年，王家营站站台西望（昆明方向）
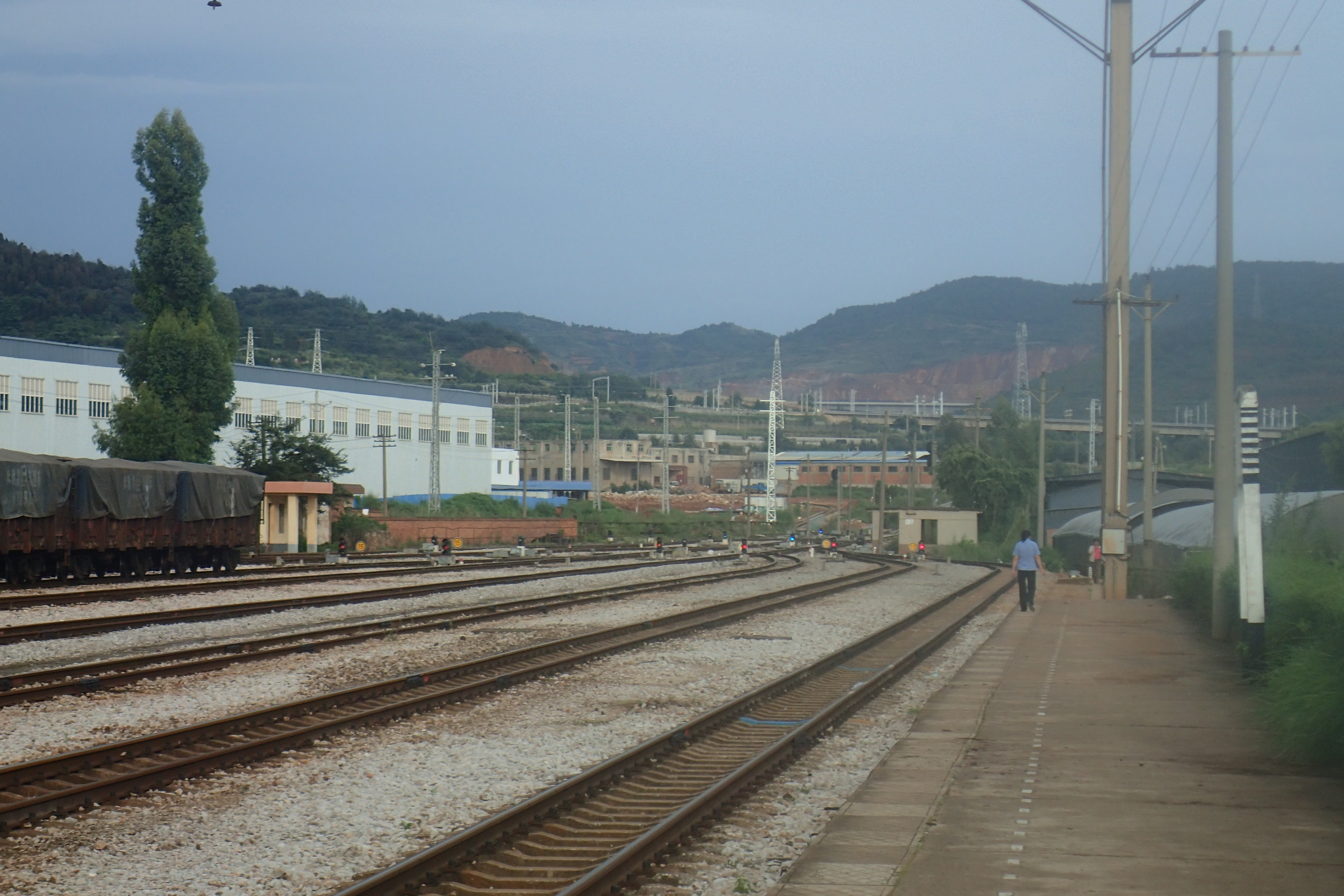
2017年，王家营站站场东望（河口方向）
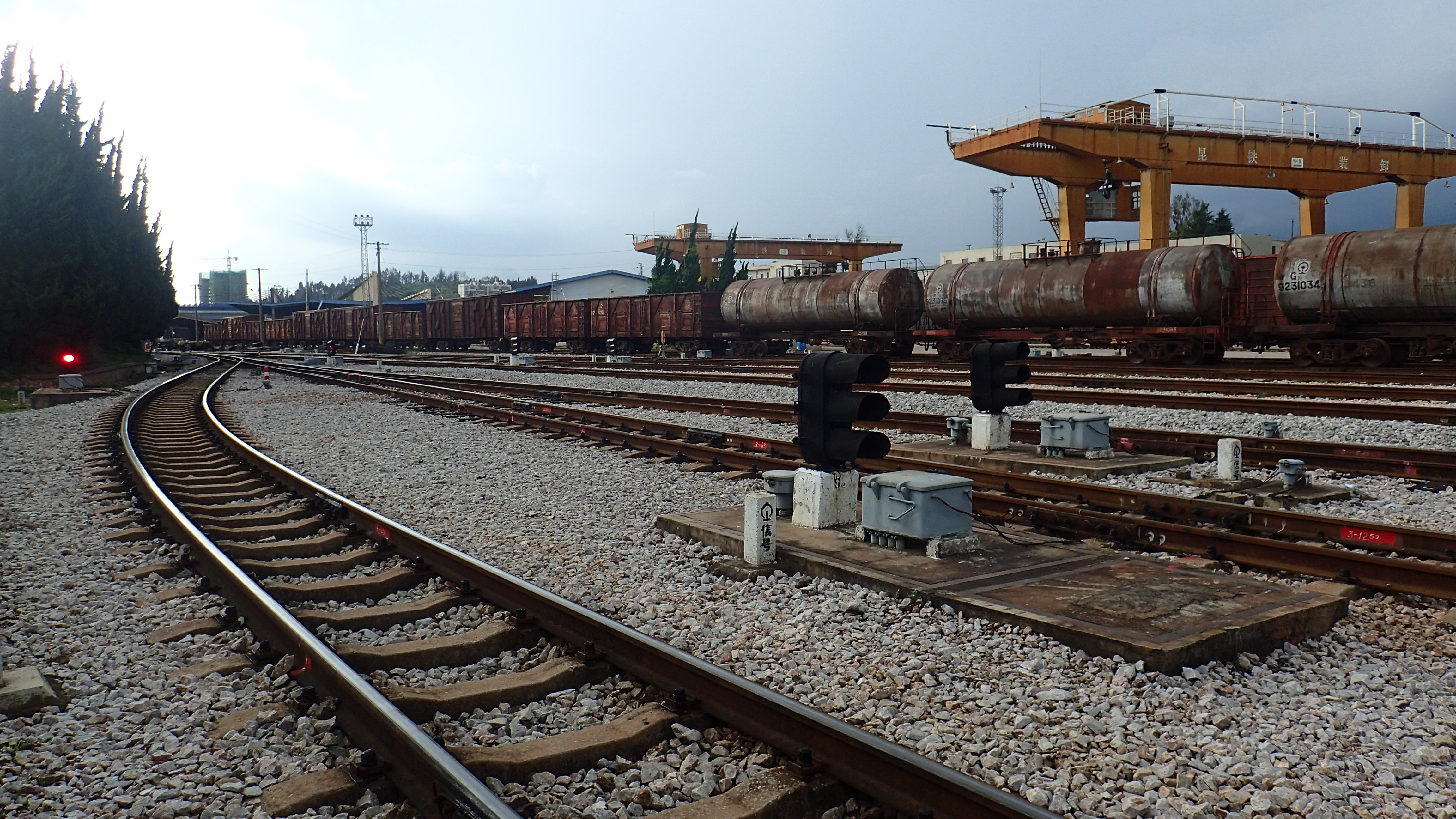
2017年，王家营站站场西望（昆明方向）
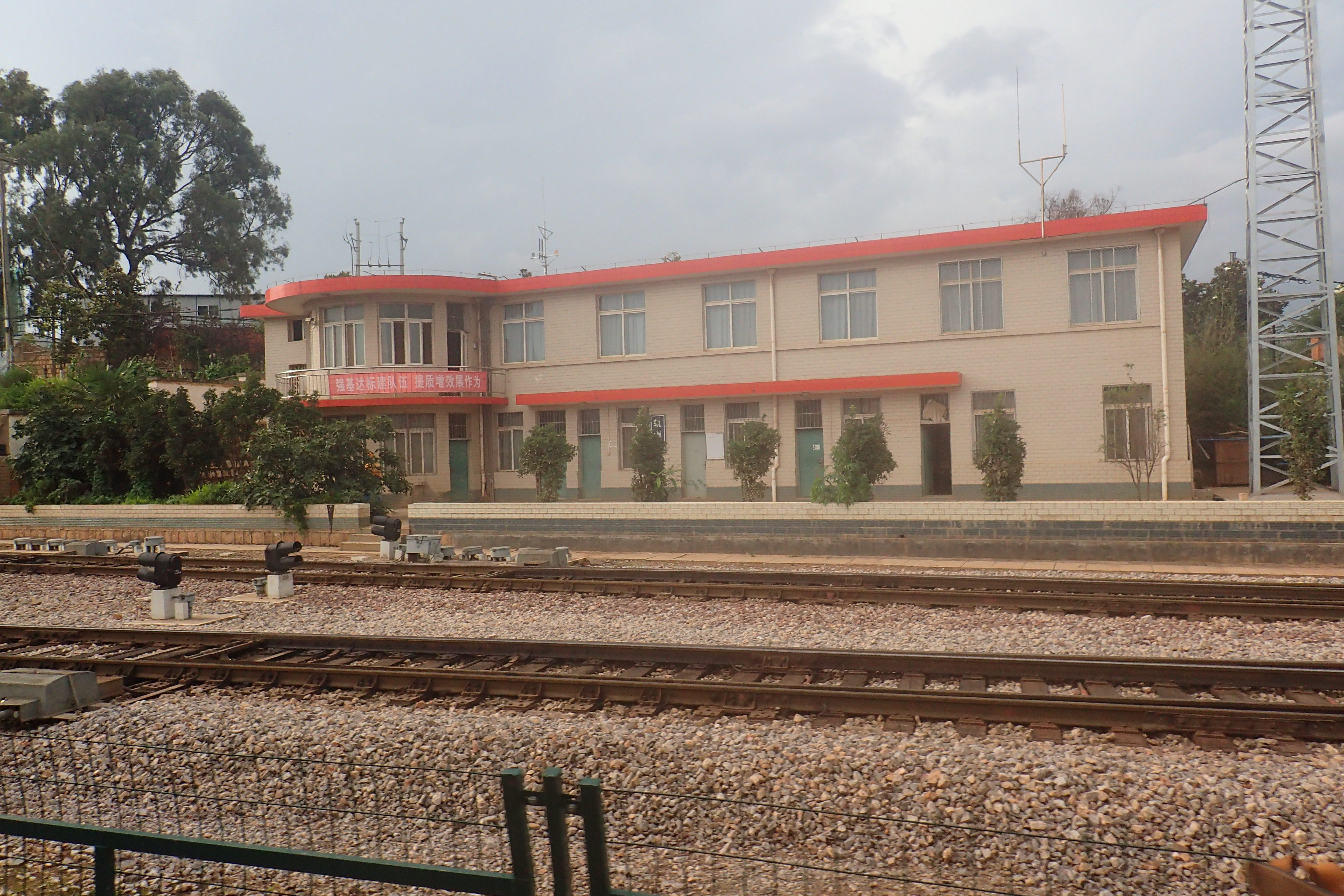
2017年，火车上拍摄的王家营站准轨场信号楼
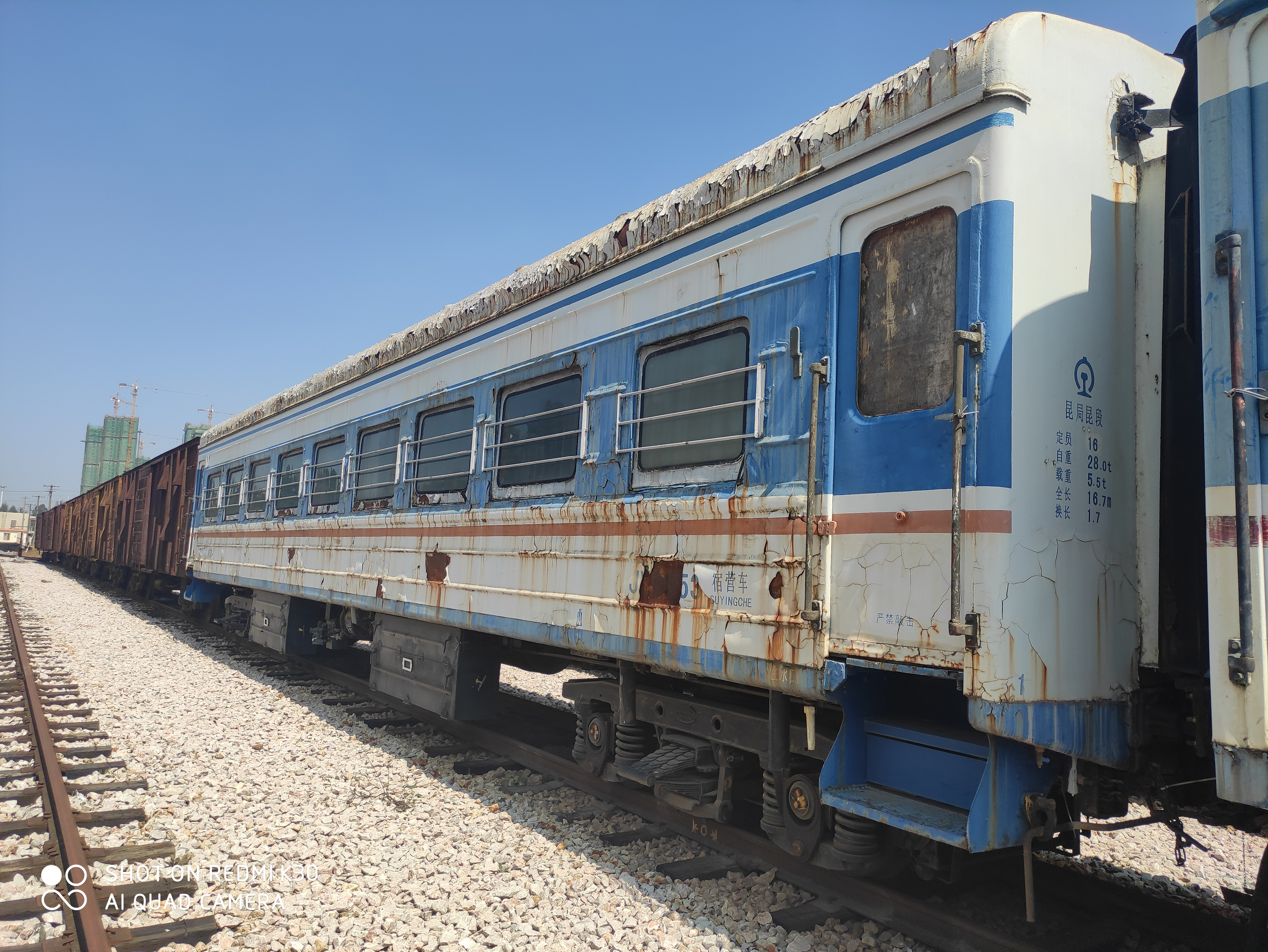
封存在王家营站的JY30型客车